# La kama
La kama är en kryddblandning från Algeriet. Den innehåller vanligen peppar, ingefära, gurkmeja, kanel och muskot. La kama används till sopor och grytor, och vid stekning/grillning av kyckling och lammkött. Kryddblandningen passar även bra tillsammans med morötter och andra söta grönsaker. 